# Genopole
Genopole es un bioclúster francés dedicado a la investigación en genética y genómica aplicadas a la salud y el medio ambiente, especialmente las terapias génicas, la medicina regenerativa y la biología de síntesis. Su sede se encuentra en Évry-Courcouronnes, en el departamento de Essonne.

## Historia
El grupo fue creado en 1998 como una organización sin ánimo de lucro, gracias al esfuerzo pionero de la Association Française contre les Myopathies, AFM. En 2002 se convirtió en un groupement d'intérêt public (GIP) que reúne al ministerio encargado de la investigación científica por parte del estado francés, a varias colectividades territoriales de la Región Parisina, a la Universidad de Evry, y la Association Française contre les Myopathies. El acuerdo fue firmado por un período de doce años.
Fue diseñado para desarrollar investigaciones sobre el genoma humano y sus aplicaciones médicas e industriales. Posteriormente ha ampliado sus objetivos hacia investigación y aplicaciones medioambientales.
En 2020 el campus alberga 17 laboratorios de investigación académica, 83 empresas de biotecnología y 50 plataformas científicas y tecnomédicas compartidas con la Universidad de Evry.
La Association of University Research Parks (AURP) estadounidense otorgó a Genopole el premio al parque de investigación de excelencia en 2018.
Cada año desde 2006, Genopole organiza, en colaboración con la Universidad de Évry, una edición de la Fête de la science.
Desde 2011, organiza un concurso anual para fomentar la innovación biotecnológica dirigida a combatir la contaminación, a producir materiales biológicos, o desarrollar bioprocesos industriales con mayor eficiencia energética.